# Hochgeschwindigkeitsstrecken in Tschechien

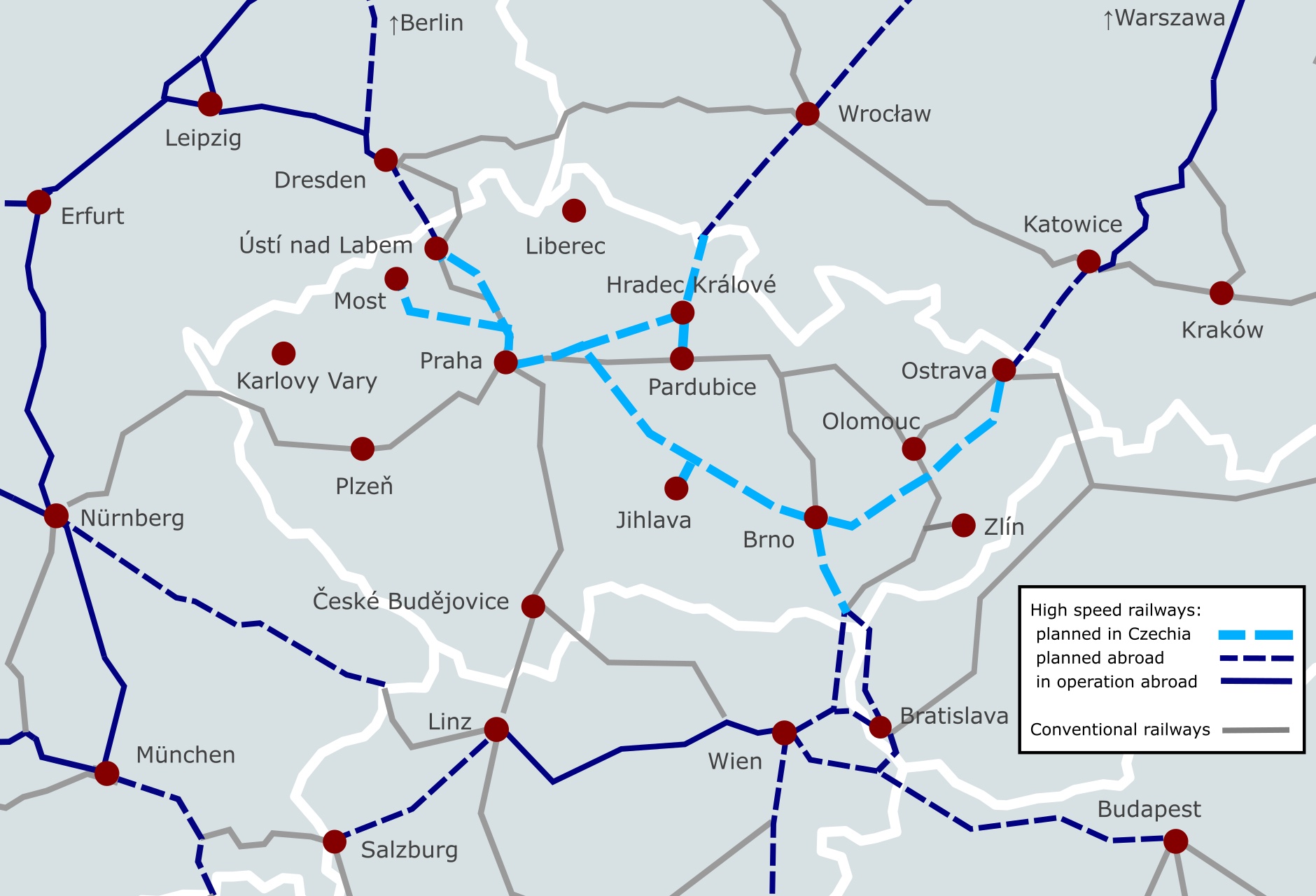
Karte der geplanten und betriebsbereiten Hochgeschwindigkeits-Eisenbahnstrecken in Tschechien und seiner Nachbarschaft.

Die Hochgeschwindigkeitsstrecken in Tschechien befinden sich derzeit noch im Planungsstadium. Eine Inbetriebnahme erster Abschnitte ist ab 2030 vorgesehen.

## Planungen
Das tschechische Verkehrsministerium plant ein Netz aus Hochgeschwindigkeitsstrecken, das nach der Realisierung ungefähr 660 km lang sein soll. Es wurden bereits mehrere Studien für ein mögliches Netzwerk durchgeführt. Es wird nicht erwartet, dass der Betrieb vor 2030 aufgenommen wird, aber die tschechische Eisenbahninfrastrukturverwaltung (Správa železnic, SŽ) hat ein spezielles Budget für Vorbereitungsstudien. Es gibt auch Unterstützung von Nichtregierungsorganisationen, wie zum Beispiel dem Centrum pro efektivní dopravu.
Im Jahr 2017 hat die Regierung der Tschechischen Republik das Programm zur Entwicklung eines Hochgeschwindigkeitsnetzes genehmigt. Gemäß diesem Programm sollen folgende Strecken entwickelt werden:
- RS1 – Prag – Brünn – Ostrava – (Katowice)
- RS2 – Brünn – Břeclav – (Wien/Bratislava)
- RS3 – Prag – Pilsen – (Nürnberg/München)
- RS4 – Prag – Ústí nad Labem – (Dresden)
- RS5 – Prag – Hradec Králové – (Wrocław)

Die Entwicklung wird den Bau neuer Strecken sowie die Aufrüstung bestehender Strecken auf 200 km/h einschließen. Die neuen Hochgeschwindigkeitsstrecken werden aus den folgenden kürzeren Abschnitten bestehen:
| Name   | Abschnitt              | Route    | Länge    | Geschwindigkeit | Verkehrsart                | Baubeginn | Inbetriebnahme |
| ------ | ---------------------- | -------- | -------- | --------------- | -------------------------- | --------- | -------------- |
| VRT-01 | VRT Polabí             | RS1, RS5 | 29 km    | 320 km/h        | Reiseverkehr               | 2026      | 2030           |
| VRT-02 | VRT Střední Čechy      | RS1      | 70 km    | 320 km/h        | Reiseverkehr               | 2028      | 2032           |
|        | VRT Vysočina II. Phase | RS1      | 79 km    | 320 km/h        | Reiseverkehr               | 2029      | 2034           |
| VRT-04 | VRT Vysočina I. Phase  | RS1      | 33 km    | 320 km/h        | Reiseverkehr               | 2028      | 2032           |
|        | VRT Haná               | RS1      | N / A    | 320 km/h        | Reiseverkehr               | nach 2040 | nach 2045      |
| VRT-05 | VRT Jižní Morava       | RS2      | 34 km    | 320 km/h        | Reiseverkehr               | 2027      | 2030           |
| VRT-06 | VRT Moravská brána I   | RS1      | 20 km    | 320 km/h        | Reiseverkehr               | 2026      | 2030           |
| VRT-07 | VRT Moravská brána II  | RS1      | 45 km    | 320 km/h        | Reiseverkehr               | 2026      | 2030           |
| VRT-08 | VRT Podřipsko          | RS4      | 58 km    | 320 km/h        | Reiseverkehr               | 2027      | 2030           |
|        | VRT Středohorský tunel | RS4      | 21,5 km  | 250 km/h        | Reiseverkehr, Güterverkehr | 2038      | 2045           |
| VRT-09 | Krušnohorský tunel     | RS4      | 23 km    | 200 km/h        | Reiseverkehr, Güterverkehr | 2028      | 2038           |
|        | VRT Poohří             | RS4      | 65 km    | 250 km/h        | Reiseverkehr, Güterverkehr | nach 2030 | 2035           |
|        | VRT Východní Čechy     | RS5      | 60 km    | 250–320 km/h    | Reiseverkehr               | nach 2040 | nach 2040      |
|        | VRT Podkrkonoše        | RS5      | 50–60 km | 250–320 km/h    | N / A                      | nach 2040 | nach 2040      |

Im Jahr 2018 identifizierte SŽDC folgende drei kürzere Abschnitte als Pilotprojekte:
- VRT Polabí (Hochgeschwindigkeitsstrecke Polabí) – Prag – Poříčany (30 km) – Teil der zukünftigen RS1 und RS5
- VRT Jižní Morava (Hochgeschwindigkeitsstrecke Südmähren) – Brünn – Vranovice – Teil der zukünftigen RS2
- VRT Moravská brána (Hochgeschwindigkeitsstrecke Mährisches Tor) – Přerov – Ostrava – Teil der zukünftigen RS1

Entlang der Hochgeschwindigkeitsstrecke RS1 (Prag-Brünn-Ostrava) sind mehrere neue Bahnhöfe geplant. Direkt südlich der Autobahn D11 in der Stadt Nehvizdy im Bezirk Prag-Ost wird der neue Bahnhof Praha východ geplant. Dieser Bahnhof wird ein Verkehrsdrehkreuz als Teil der RS1- und RS5-Routen sein und hauptsächlich den Bewohnern des nordöstlichen Teils der Mittelböhmischen Region dienen. Entlang der RS1 wird die Hochgeschwindigkeitsstrecke über eine Zweigstrecke mit dem Bahnhof Světlá nad Sázavou verbunden, der renoviert wird. In der Nähe der Autobahnausfahrt 112 der Autobahn D1 im Bezirk Jihlava ist ein neuer Bahnhof Jihlava (Terminál Jihlava VRT) als Teil der RS1 geplant. Dieser Bahnhof wird auch an die regionale Bahnstrecke zwischen Jihlava und Havlíčkův Brod angeschlossen und als Verkehrsdrehkreuz für die Region Vysočina dienen. Ein weiterer neuer Bahnhof westlich von Velká Bíteš ist auf einer Zweigstrecke von der RS1 zur regionalen Bahnstrecke zwischen Havlíčkův Brod (deutsch Deutschbrod) und Brünn geplant. Im Süden von Brünn ist der neue Bahnhof Brno-Vídeňská geplant, um die Region um Brünn zu bedienen und unnötigen Verkehr zum Hauptbahnhof Brno im Stadtzentrum zu verhindern.
Entlang der Hochgeschwindigkeitsstrecke RS4 (Prag – Ústí nad Labem) ist ein neuer Bahnhof geplant. Dieser neue Bahnhof (Terminál Roudnice nad Labem VRT) wird westlich von Roudnice nad Labem gebaut und dient als Umsteigeknoten im Bezirk Litoměřice.
SŽ erwägt auch die Aufrüstung einiger mit ETCS ausgestatteter 160 km/h Strecken auf 200 km/h sowie die Aufrüstung einiger aktueller Projekte mit 160 km/h auf 200 km/h. Im Jahr 2020 forderte SŽ Angebote zur Aufrüstung des laufenden neun km Projekts Soběslav – Doubí und des 20-km-Projekts Sudoměřice – Votice auf 200 km/h an. Beide Projekte befinden sich auf der Strecke von Prag nach Budějovice/Budweis.